# Districte d'Issoudun
El Districte d'Issoudun és un dels quatre del departament francès de l'Indre a la regió del Centre-Vall del Loira. Té 4 cantons i 51 municipis. El cap del districte és la sotsprefectura d'Issoudun.

## Cantons
- cantó d'Issoudun-Nord
- cantó d'Issoudun-Sud
- cantó de Saint-Christophe-en-Bazelle
- cantó de Vatan